# Chris Evans
Christopher Robert Evans (Sudbury, Massachusetts, 13 de juny de 1981) és un actor i director estatunidenc, conegut per participar en pel·lícules de superherois de la productora Marvel Studios.

## Biografia

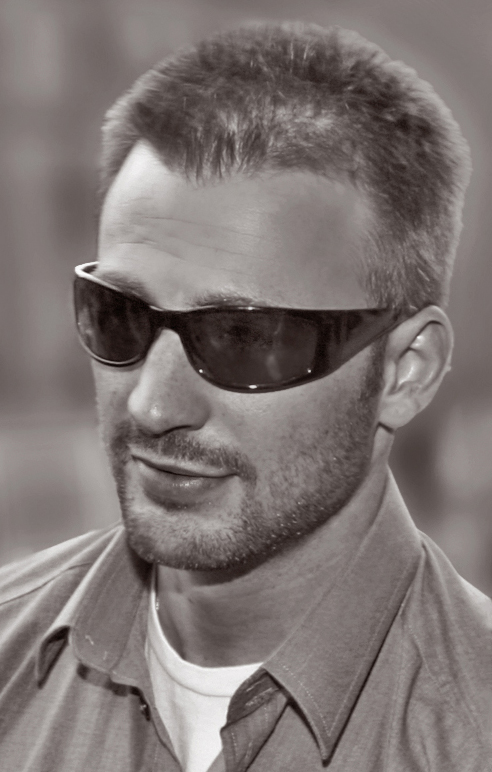
Chris Evans al Festival Internacional de Cinema de Toronto (2008)

El seu pare és dentista i la seva mare ballarina. Té tres germans: Shanna, Scott i Carly. És d'ascendència italiana i irlandesa, i la seva família és catòlica. Es graduà en la Lincoln-Sudbury Regional High School l'any 1999 i havia planejat inicialment anar a la Universitat de Nova York després de graduar-se.

## Carrera
Després de completar el primer any de secundària, Evans va viatjar a Nova York on passà per una agència de càsting i va fer un curs d'actuació d'estiu. En aquest mateix estiu va conèixer un agent que l'ajudà a començar la seva carrera després d'acabar secundària. Evans va tenir petits papers en sèries de televisió com Boston Public i El fugitivo i un paper en la sèrie de TV Opposite Sex abans d'obtindre el seu primer paper notable com a Jake Wyler en No és una altra estúpida pel·lícula americana.
Després de filmar-la, obtingué altres papers principals en The Perfect Score i Cellular. També protagonitzà alguns films independents en els quals el públic pogué veure una faceta diferent de l'actor. En London, Evans interpretà a un drogoaddicte en una relació problemàtica. Va ser llavors que l'elegiren per a interpretar Johnny Storm en Els quatre fantàstics.
La seva primera i, per ara, única pel·lícula dirigida és Abans que te'n vagis (2014).

## Filmografia
- The Newcomers (2000) Jude.
- Opposite Sex (TV) (2000) Cary Baston.
- No és una altra estúpida pel·lícula americana (Not Another Teen Movie) (2001) Jake Wyler.
- Eastwick (TV) (2002) Adam.
- The Paper Boy (2003) Ben.
- The Perfect Score (2004) Kyle.
- Cellular (2004) Ryan.
- The Orphan King (2005) Seth King.
- Gent poc corrent (Fierce People) (2005) Bryce.
- Els quatre fantàstics (Fantastic Four) (2005) Johnny Storm.
- London (2005) Syd.
- The Nanny Diaries (2007) Harvard Hottie.
- Sunshine (2007) Macé.
- TMNT (2007) Casey Jones.
- Fantastic Four: Rise of the Silver Surfer (2007) Johnny Storm.
- Battle for Terra (2007) Stewart Stanton (veu).
- Street Kings (2008) Paul Diskant.
- The Loss of a Teardrop Diamond (2008) Jimmy.
- Push (2009) Nick Grant.
- Sleepless Beauty (2010) Alex Orb.
- Captain America: The First Avenger (2011).
- The Avengers (2012).
- The Iceman (2013).
- Captain America: The Winter Soldier (2014).
- Abans que te'n vagis (2014).
- Avengers: Age of Ultron (2015).
- Captain America: Civil War (2016).
- Avengers: Infinity War (2018).
- Avengers: Endgame (2019).
- Captain Marvel (2019).
- Superpower Dogs (2019).
- Punyals per l'esquena (2019).
- The Red Sea Diving Resort (2019).
- Free Guy (2021).
- Don't Look Up (2021).
- Lightyear (2022).
- The Gray Man (2022).
- Ghosted (2023).
- Pain Hustlers (2023).
- Deadpool & Wolverine (2024)
- Red One (2024).